# Пламен Горанов

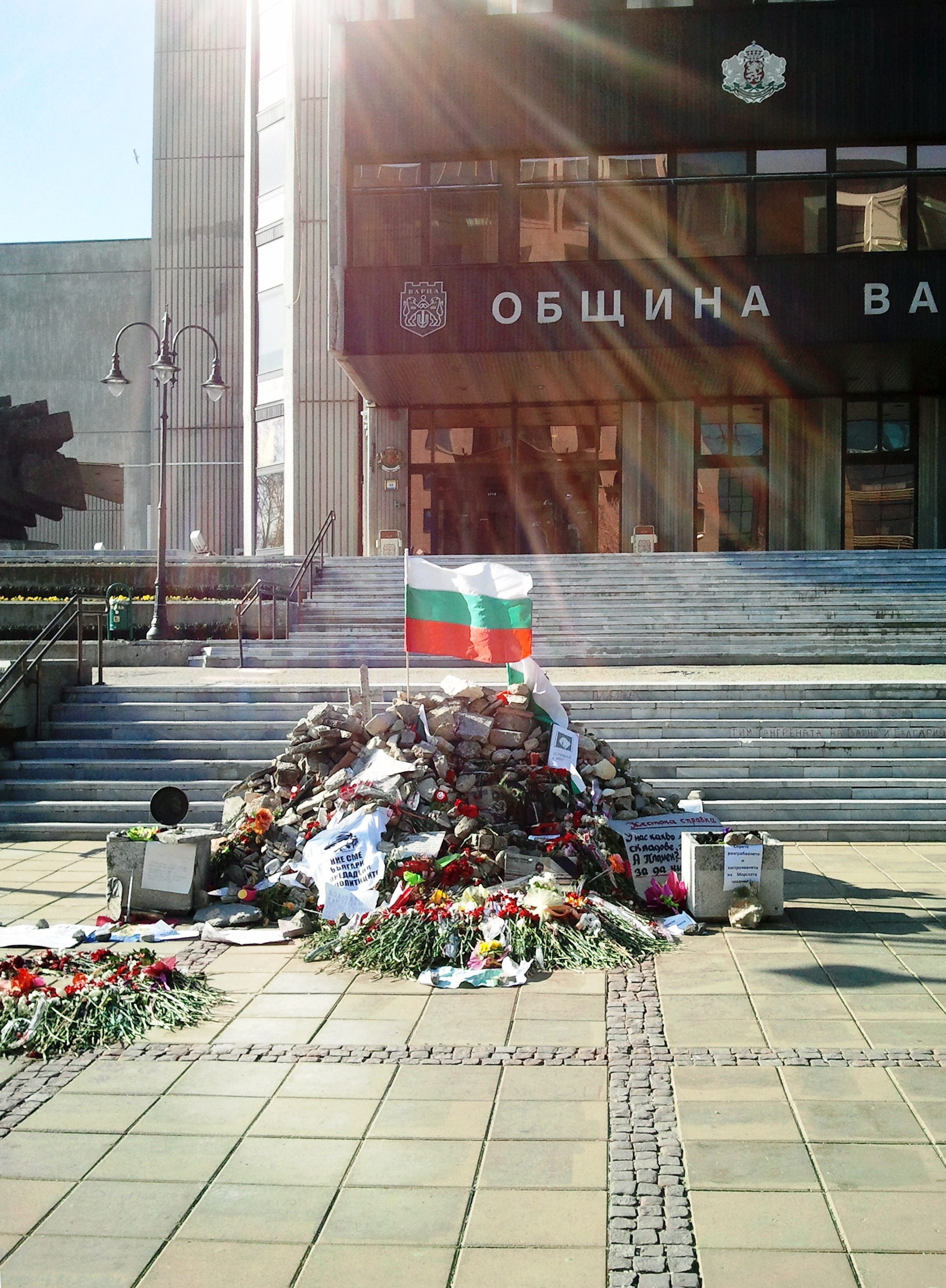

Пламен Горанов (нар. 20 жовтня 1976 — пом. 3 березня 2013) — болгарський громадський діяч, 20 лютого 2013 здійснив акт самоспалення перед мерією Варни.

## Обставини смерті
36-річний Пламен Горанов брав участь в акції протесту перед будинком мерії у Варні. Він тримав плакат з вимогою негайної відставки мера Варни Кирила Йорданова і всієї міської ради. Коли Горанов зрозумів, що міська влада не звертає уваги на вимоги протестувальників, він облив себе горючою сумішшю і чиркнув запальничкою.
Люди, які були поруч з протестувальниками, не змогли швидко погасити вогонь з «живого факела». Горанов дістав опіки внутрішніх органів, не сумісні з життям. Він помер у Варні від ран 3 березня. У понеділок 4 березня 2013 по всій країні протестувальники запалили свічки на пам'ять про загиблого.
Болгарські газети пишуть, що Пламен Горанов був особистістю з яскраво вираженою громадянською позицією. Він не терпів соціальної несправедливості, брав активну участь у багатотисячних цивільних протестах, що перетворили Варну на «столицю» невдоволення поганим керуванням містом і країною, бідністю, корупцією і непосильними рахунками за електроенергію.